# 赫耳墨斯文集
《赫耳墨斯文集》，又称《秘文集》，是一部公元2世纪希腊化时代埃及的智慧文学作品，主要是老师点化其门徒的对话录，其中老师的形象通常被称为赫耳墨斯·特里斯墨吉斯忒斯（“偉大無比的赫耳墨斯”）。《赫耳墨斯文集》构成了赫耳墨斯主义的基础。该文集探讨了神性、宇宙、心灵和自然。有些文段还涉及了炼金术和占星术及其相关概念。

## 《秘文集》章节

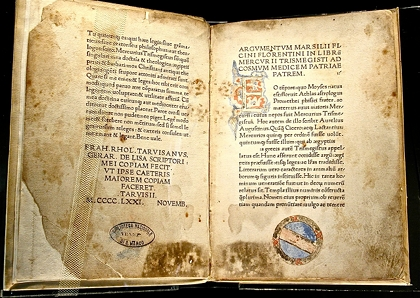
《秘文集》初版，由马尔西利奥·费奇诺翻译，于公元1471年出版，现藏于阿姆斯特丹赫耳墨斯文集哲学图书馆。

以下是由英国历史学家乔治·罗伯特·斯托·米德翻译的十八章节 （页面存档备份，存于）的名称：
第一章 波艾曼德里斯，人类的牧人（Pœmandres, the Shepherd of Men）
（第二章）总布道（The General Sermon）
第二章（第三章） 致阿斯克勒庇俄斯（To Asclepius）
第三章（第四章） 神圣布道（The Sacred Sermon）
第四章（第五章） 杯子或单子（The Cup or Monad）
第五章（第六章） 无形之神乃最显形之物（Though Unmanifest God is Most Manifest）
第六章（第七章） 唯有神善，外者无外（In God Alone is Good and Elsewhere Nowhere）
第七章（第八章） 世间大恶即渎神（The Greatest Ill Among Men is Ignorance of God）
第八章（第九章） 万物皆不灭，唯有世人错将其变化视为毁灭及死亡（That No One of Existing Things doth Perish, but Men in Error Speak of Their Changes as Destructions and as Deaths）
第九章（第十章） 论思想与感知（On Thought and Sense）
第十章（第十一章） 钥匙（The Key）
第十一章（第十二章） 灵归赫耳墨斯（Mind Unto Hermes）
第十二章（第十三章） 关于凡灵（About the Common Mind）
第十三章（第十四章） 山巅之秘密布道（The Secret Sermon on the Mountain）
第十四章（第十五章） 致阿斯克勒庇俄斯的信（A Letter to Asclepius）
（第十六章） 阿斯克勒庇俄斯向阿蒙王的解释（The Definitions of Asclepius unto King Ammon）
（第十七章） 从阿斯克勒庇俄斯到王（Of Asclepius to the King）
（第十八章） 诸王颂（The Encomium of Kings）